# Базилио, Татьяна
Татьяна Базилио (итал. Tatiana Basilio, родилась 11 февраля 1975 года в Милане) — итальянский политик, депутат Палаты депутатов Италии от Движения пяти звёзд.

## Биография
Окончила языковой лицей. 19 марта 2013 года по итогам парламентских выборов избрана в Палату депутатов Италии от IV избирательного округа провинции Ломбардия 2 по списку Движения пяти звёзд. Член IV комиссии (по обороне) с 7 мая 2013 года.